# Шмартно-об-Паки (футбольный клуб)
«Шмартно-об-Паки» (словен. Nogometni Klub Šmartno ob Paki) или просто «Шмартно» — бывший словенский футбольный клуб из города Шмартно-об-Паки, игравший в Первой лиге. Клуб был расформирован в начале 2000-х годов из-за финансовых проблем. В 2005 году появился новый клуб под названием «Шмартно 1928», однако он официально не признан правопреемником предыдущего клуба Футбольным союзом Словении, а потому все достижения и рекорды разделяются между этими командами.

## История
«Шмартно-об-Паки» провёл 3 сезона в словенской Первой лиге, в которой сыграл 96 матчей и заработал 126 очков. Лучшим достижением клуба стало 4-е место в сезоне 2002/03.

## Достижения
Чемпионат
- Югославская третья лига[англ.]

Победитель (1): 1980/1981
2-е место (1): 1975/1976
- Вторая лига Словении по футболу

Победитель (1): 1994/1995
2-е место (1): 2000/2001

## Известные игроки
- Грегор Блатник[словен.]
- Мишо Бречко
- Томи Друшкович
- Лука Жинко
- Боян Прашникар
- Анте Шимунджа[словен.]